# Henry Otley Beyer

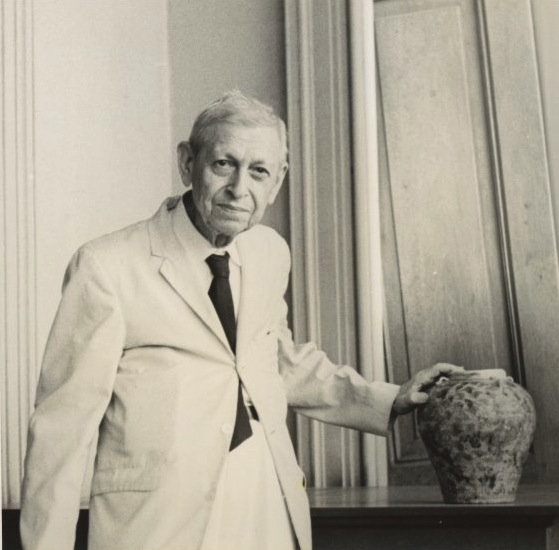
Henry Otley Beyer

Henry Otley Beyer (Edgewood, 13 juli 1883 - 31 december 1966) was een Amerikaans antropoloog. Hij bracht een groot deel van zijn leven door in de Filipijnen, waar hij de inheemse bevolkingsgroepen van het land bestudeerde. Beyer doceerde antrologie aan de University of the Philippines en werd in 1925 hoofd van de antropologie afdeling en de eerste antropologiehoogleraar van die universiteit. Beyer staat wel bekend als "de vader van de Filipijnse antropologie". 

## Biografie
Beyer studeerde scheikunde. In 1904 behaalde hij zijn Bachelor-diploma aan de Iowa State College, een jaar later behaalde hij ook zijn Master-diploma aan de University of Denver. Het was tijdens zijn studententijd en met name een bezoek aan een tentoonstelling over het land op de Louisiana Purchase Centennial Exhibition, dat hij een passie voor de Filipijnen ontwikkelde. Na zijn studie vertrok hij als vrijwilliger naar de Filipijnen, waar hij de eerste jaren ging lesgeven in de Cordillera Central in het noorden van Luzon. Ook bestudeerde hij de cultuur van de Ifugao, de inheemse bevolkingsgroep van die regio. Hier ontmoette hij ook zijn toekomstige vrouw Lingayu Gambak, de toen 16-jarige dochter van een Ifugao dorpshoofd uit Amganad, Banaue. In 1908 keerde Beyer terug in de Verenigde Staten voor een post-doc opleiding aan Harvard University. In 1909 werd Beyer door het Philippine Bureau of Science benoemd tot etnoloog. Een jaar later keerde hij terug naar de Filipijnen. In datzelfde jaar trouwde hij ook met Lingaye. Later in 1918 werd hun enige zoon William geboren.
De vijf jaar na zijn terugkeer in de Filipijnen deed hij veldonderzoek bij diverse inheemse bevolkingsgroepen in de gehele Cordillera Central. De jaren erna werkte hij zijn veldonderzoek uit, publiceerde hij zijn resultaten en zette hij zich in om diverse etnologische opgravingen in Luzon en Mindanao te bewaren in het Philippine National Museum. In 1914 was mede-oprichters van Faculteit voor Antropologie van de University of the Philippines. Later in 1925 werd hij benoemd als hoofd van de faculteit en de eerste hoogleraar antropologie. Tijdens de Tweede Wereldoorlog mocht hij zijn studies van de Filipijnse inheemse bevolking van de Japanse bezetters in eerste instantie voortzetten. Later werd hij echter gevangengezet. Aan het einde van de oorlog was een groot deel van zijn boekencollectie verloren gegaan en kort na de oorlog in 1947 ging hij met pensioen. Hij bleef zich echter ook na zijn pensioen inzetten voor het antropologie onderwijs op de Filipijnse universiteiten. 
Nog voor zijn dood kreeg Beyer eredoctoraten toegekend door de University of the Philippines, Silliman University en Ateneo de Manila. Ook ontving hij diverse onderscheidingen voor de zestigjarige periode dat hij onderwees. In 1965 organiseerde de University of the Philippines ter ere van hem een H. Otley Beyer Symposium. Een jaar later overleed Beyer op 83-jarige leeftijd. In 1972 werd de collectie die Beyer gedurende zijn leven verzameld had, opgekocht door de National Library of Australia, waar deze nu nog is.